# Neighborhoods
Neighborhoods je šesti studijski album američkog punk sastava Blink-182, objavljen 27. rujna 2011.
Prvi je dio albuma bio sniman od travnja do srpnja 2009., a drugi od lipnja 2010. pa do srpnja 2011. To je ujedno i njihov prvi studijski album nakon ponovnog okupljanja 2009. godine. Album je bio daleko manje uspješan nego njihovi prijašnji albumi. Singlovi objavljeni s albuma su "Up All Night" i "After Midnight".

## Popis pjesama (Deluxe edition)
Sve pjesme su napisali i skladali Mark Hoppus, Tom DeLonge i Travis Barker.
| 1.    | »Ghost on the Dance Floor«   |  | DeLonge         | 4:17 |
| 2.    | »Natives«                    |  | Hoppus, DeLonge | 3:55 |
| 3.    | »Up All Night«               |  | Hoppus, DeLonge | 3:20 |
| 4.    | »After Midnight«             |  | Hoppus, DeLonge | 3:25 |
| 5.    | »Snake Charmer«              |  | DeLonge         | 4:27 |
| 6.    | »Heart's All Gone Interlude« |  | Instrumental    | 2:02 |
| 7.    | »Heart's All Gone«           |  | Hoppus          | 3:15 |
| 8.    | »Wishing Well«               |  | DeLonge         | 3:20 |
| 9.    | »Kaleidoscope«               |  | Hoppus, DeLonge | 3:52 |
| 10.   | »This Is Home«               |  | DeLonge         | 2:46 |
| 11.   | »MH 4.18.2011«               |  | Hoppus          | 3:27 |
| 12.   | »Love Is Dangerous«          |  | DeLonge         | 4:27 |
| 13.   | »Fighting the Gravity«       |  | Hoppus          | 3:42 |
| 14.   | »Even If She Falls«          |  | DeLonge         | 3:00 |
| 49:12 |                              |  |                 |      |

## Osoblje
Blink-182
- Mark Hoppus - bas-gitara, vokali, kontrabas, gitara
- Tom DeLonge - gitara, vokali
- Travis Barker - bubnjevi